# 環境社会学
環境社会学（かんきょうしゃかいがく、英: environmental sociology）は、自然的環境と人間社会との相互的関係について、その社会的側面に注目して、実証的、理論的に研究する社会学の一分野である。具体的には、特定の環境問題を社会学的手法で分析するケースが多い。

## 歴史

### 日本における先駆的研究
日本では、以下に見る米国による環境社会学の宣言の20年以上前から、「環境社会学」と呼べるような研究が多数蓄積されていた。島崎稔らによる鉱毒問題と地域社会の変容に関する調査とそれにもとづく生活破壊論が先駆をなし、1960年代から70年代にかけて、農村社会学や地域社会学の分野で実証的研究成果が発表されていたのである。

### 米国における環境社会学の成立
制度的学問分野としての「環境社会学」の提唱は、1970年代末に米国の農村社会学者ライリー・ダンラップによって行なわれた。ダンラップは、従来の社会学が、人間中心主義的であり人間社会/自然環境の二分法に囚われている点を非難し、人間を生物種の一種と位置づけ、自然/社会の二分法を超える新たな社会学として「環境社会学」を構想したのである。

### 日本における環境社会学の成立
日本では、米国における環境社会学の提唱の後、農村社会学や地域社会学の若手・中堅研究者を中心として、1980年代末以降、学としての環境社会学の制度化が進められ、1990年に環境社会学研究会が発足、1992年に環境社会学会に改組されている。
今日の環境社会学の特徴として、他の社会学領域ではあまり見られない政策科学志向が挙げられる。それは、環境社会学が実践の学として環境問題に積極的に関わっていこうという姿勢の表れということができる。

## 理論と方法
環境社会学の理論としては、50年代の島崎らによる生活破壊論、その後の、被害（-加害）構造論、受益圏・受苦圏論、社会的ジレンマ論、生活環境主義が、4大理論ともいうべき存在になっている。しかし、その後、コモンズや歴史文化的環境問題をめぐる実証研究などは盛んになっているものの、4大理論に比肩するような理論形成はまだ現われていない。

### 被害（-加害）構造論
被害（-加害）構造論は、飯島伸子による水俣病被害地の調査、公害・労災・職業病年表の整理、公害・環境問題の社会史などの研究によって形成され、後に舩橋晴俊らとの新潟水俣病共同調査で加害過程へと視野が広がった。

### 社会的ジレンマ論
受益圏・受苦圏論、社会的ジレンマ論は、舩橋晴俊・長谷川公一らによる新幹線公害研究などから形成された。

### 生活環境主義
生活環境主義は、1970年代末からの嘉田由紀子・鳥越皓之らによる琵琶湖調査から形成された。当時の環境政策が「自然環境主義」と「近代技術主義」に二分されていたのに対して、嘉田由紀子・松田素二・古川彰・鳥越皓之・桜井厚らのフィールドワークによって、現実には、地元住民の生活の保全を重視した考えが現場においてとられていたことが明らかにされた。そして、ここから、生活環境主義のパラダイムが形成されることになったのである。